# Garcilaso de la Vega
 Ikke at forveksle med Inca Garcilaso de la Vega.
Garcilaso de la Vega (født 1503 i Toledo, død 14. oktober 1536 i Nizza) var en spansk digter. 
Denne berømte lyriker, som hans landsmænd har kaldt el Principe de los poetas espanoles, var af gammel adelsslægt og fik en særdeles omhyggelig opdragelse. 17 år gammel levede han allerede ved den senere kejser Karl V's hof, og den smukke, talentfulde og ridderlige yngling optogs snart i den kongelige Nobelgarde.
Sin konge tro kæmpede han blandt andet tappert for hans sag mod de oprørske Comuneros og blev til løn hædret med en af de hofcharger, der var fyrstens person nærmest, hvorefter han fulgte Karl på mange rejser, således til Italien 1530, da hans herre modtog kejserkronen af paven. 1526 ægtede han en fornem dame af slægten Zúñiga, hofdame hos kejserens søster Eleonora, og da denne prinsesse var blevet formælet med Frants I, modtog G. et nyt bevis på sin herres store yndest, idet han som hoffets bedste ridder sendtes som gesandt til Paris, hvor han blev kendt med digteren Clement Marot o. a. fremragende personligheder. Men kort efter vendte den kejserlige gunst sig. Medens nemlig G. atter opholdt sig en stund i Spanien, fik hans familie arrangeret en forlovelse mellem hans nevø og en datter af hertugen af Albuquerque, hvilken var imod partiet og klagede til kejseren; dette havde til følge, at da G., som havde været vidne, indfandt sig i Regensburg 1531 med sin ven hertugen af Alba for at deltage i felttoget mod tyrkerne, fik han straks at mærke, at Karl V var vred, idet han modtog ordre til at gå i fængsel på øen Schutt i Donau. Noget efter forandredes fangenskabet til landflygtighed i Neapel, men ved vicekongens, D. Pedro de Toledos elskværdighed blev opholdet der meget behageligt for G., som sluttede venskab med fl. ansete ital. Digtere. D. Pedro opnåede efterhånden at stemme kejseren mildere imod ham, og efter felttoget mod Tunis 1535. hvor G. blev hårdt såret, var deres forsoning fuldstændig. Året derpå betroedes der ham kommandoen over et regiment fodfolk i krigen mod Frankrig. Da han i spidsen for sine soldater stormede et befæstet tårn ikke langt fra Fréjus, ramtes han i hovedet af en nedkastet sten, så at han afgik ved døden få dage senere, til stor sorg for kejseren og for hans mangfoldige venner og beundrere; der blev taget grusom hævn over de fr. bønder, som havde holdt tårnet besat. G.’s lyrik (i alt kun et lille Bd)
sættes endnu meget højt af spanierne. Med sin ven Boscån, hvem han overgik i begavelse, indførte han den ital. renaissancestil i sit fædrelands digtekunst: den rom. Guldalders digtere og Petrarca er hans mønstre, og hans efterligning af disse går undertiden vel vidt. Men i sin sprog- og versbehandling når han ofte en uforlignelig elegance og velklang, og han mægter at udtrykke blide, elegiske stemninger på en særdeles yndefuld måde. Det lille hyrdedigt om Salicio og Nemoroso (El dulce lamentar de dos pastores), hvilke to hyrder skal være Boscán og G. selv, nyder med rette stor navnkundighed, og hvor alm. berømt sonetten O dulces prendas por mi mal halladas var, ses af den måde, hvorpå Cervantes parodierende citerer den i Don Quijote. G.’s Digte udgaves først oftere sammen med Boscán’s, siden for sig af Sanchez de las Brozas (1574), Fern. de Herrera (1580). J. N. de ’j Azara (1765) og i Biblioteca de autores espanoles, 32. bind, samt oftere, de fleste udg. med kommentar. G.’s Levned findes beskrevet i Goleccién de documentos inéditos para la Historia de Espana (16. bind, Madrid 1851).